# Transkription (språkvetenskap)

Det här är en fonetisk transkription av det svenska ordet stubb.

Det här är en fonetisk transkription av det engelska ordet stub.

Transkription eller transkribering är en språkvetenskaplig term. Det kan syfta dels på nedskrivningen av tal, dels på omskrivningen av text från ett skriftspråk till ett annat.
En hyponym är translitteration.

## Etymologi
Trans- som prefix betyder 'över', 'bortom', 'att gå bortom', från latin: trans-, som preposition 'över', 'gå över', 'bortom'. Det troliga ursprunget är från trare-, som betyder 'att korsa' (' igenom').

## Beskrivning

### Nedskrivning av tal
En transkription av talat språk beskriver uttalet. Vid transkriptionen strävar man efter att uttalet ska återges så att det motsvarar källan. När uttalet ska återges så exakt som möjligt kan man transkribera till det internationella fonetiska alfabetet (IPA). Vid andra, mindre exakta transkriptioner kan man utgå från bokstäver – eller bokstavskombinationer – vars vanligast uttal är välkänt för läsaren. För transkriptioner på svenska kan då exempelvis [ɛ] (IPA) motsvaras av /ä/ och [ʃ] av /sj/.

### Överföring till annat skriftspråk
Jämför: translitterering
Transkription används också när man omvandlar text på ett alfabet/skriftspråk till ett annat. Transkription kallades det när man omvandlar texten så den så bra som möjligt motsvarar källspråkets uttal. En omskrivning som syftar på ge en trogen överföring av skriften, bokstav/tecken för tecken, kallas translitterering (efter latinets littera, 'bokstav').
Skillnaden mellan transkription och translitterering kan vara olika stor, beroende på vilka språk som är inblandade. Exempelvis ger ofta regelmässig translitterering och transkription från japanska till latinsk skrift olika resultat, eftersom bland annat lånord i japanskan (ett språk baserat på ett begränsat antal stavelser) inte alltid kan skrivas ned som de är tänkta att uttalas. Detta gäller också japanska ord där stavning och uttal inte längre exakt sammanfaller, som i おもひで – omohide (= translitterering) respektive omoide (= transkription).
Transkriptionen kommer ofta att se olika ut beroende på vilket språk eller enligt vilken transkriptionsmetod som används. I japanskan är Hepburn-systemet ett av flera sätt att omvandla japanska till latinsk skrift, oberoende av målspråk. Texter på bland annat ryska transkriberas ofta olika, beroende på vilket språk transkriptionen skrivs på. Den östslaviska bokstaven 'ш' kan därför dyka upp i ett antal olika varianter på latinsk skrift – sj (svenska), sh (engelska), sch (tyska), sz (polska), x (katalanska), š (kroatiska), s (ungerska), ș (turkiska) och ch (franska).